# Kanton Orcières
Orcières is een voormalig kanton van het Franse departement Hautes-Alpes. Het kanton maakte deel uit van het arrondissement Gap tot het op 22 maart 2015 werd opgeheven en de gemeenten werden opgenomen in het aangrenzende kanton Saint-Bonnet-en-Champsaur.

## Gemeenten
Het kanton Orcières omvatte de volgende gemeenten:
- Champoléon
- Orcières (hoofdplaats)
- Saint-Jean-Saint-Nicolas